# Victòria (mitologia)

La Victòria Alada

Victòria, a l'antiga religió romana, era la deessa personificada de la victòria. Ella és l'equivalent romà de la deessa grega Niké (en grec antic Νίκη), que també es va associar amb Bel·lona (que és la deessa de la guerra en la mitologia romana). Niké va ser decisiva perquè Zeus i els seus aliats (Olímpics)  guanyessin les batalles contra els Titans (per acabar amb l'Edat d'or).
Victòria és una adaptació de la deessa sabina Vacuna o potser de l'antiga deessa itàlica Vica Pota. Un dels temples més importants d'ella es va erigir en honor seu, al turó del Palatí, a Roma; sovint és descrita com una filla de Pal·lant i Estígia, i com la germana de Zelos, Cratos, i Bia.
Els romans la representaven com una dona alada (les seves ales eren d'or), amb una corona de llorer la qual donava als vencedors i cèsars, quan aconseguien el poder. Dionís d'Halicarnàs explica que la deessa Victòria va ser educada per Pàlans, l'heroi epònim del Palatí, que li va construir un temple al cim d'aquella muntanya.

## La importància de la Victòria

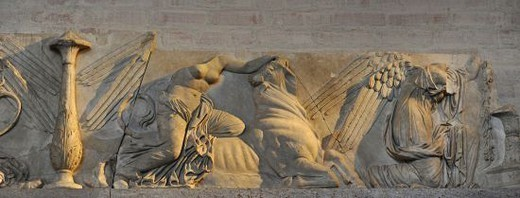
Relleu sacrificis deessa Victòria

A diferència de la Niké grega, la deessa Victòria era una part important de la societat romana. Múltiples temples van ser erigits en honor seu. Els romans, abans d' anar a una guerra o una batalla, passaven pel seu temple per resar i demanar a la deessa el triomf a la batalla. També anaven al seu temple per a celebrar la derrota dels seus enemics.
Normalment es feien sacrificis amb animals per satisfer la deessa, ja que els romans tenien la creença que els déus necessitaven ofrenes perquè escoltessin les seves pregàries.

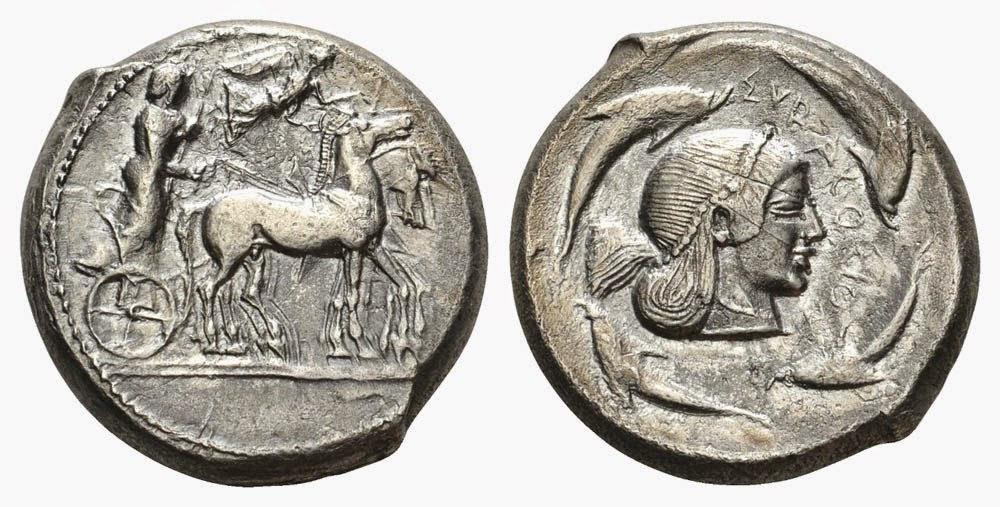
Deessa Niké en una carrera de carros

## Domini
Victòria era un símbol del triomf sobre la mort i determinava qui tindria èxit durant la guerra. En canvi, Niké a més de simbolitzar la victòria també era coneguda per l'èxit en els jocs atlètics, com ara les curses de carros.

## Aparicions a l'àmbit artístic
La representació de la deessa Victòria apareix àmpliament en les monedes romanes (Denari), la joieria, i també en molts monuments i escultures. Entre les obres més importants trobem:
- Estàtua de Júpiter Olímpic
- Victòria alada de Samotràcia
- Edifici Metròpolis
- Estàtua de Júpiter Olímpic:

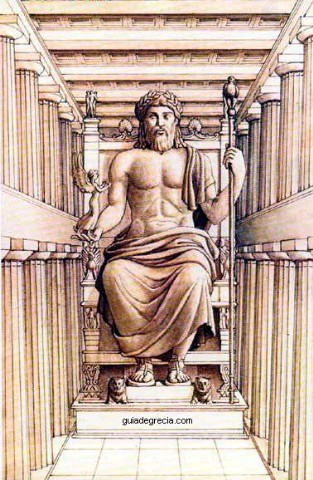
Júpiter Olímpic

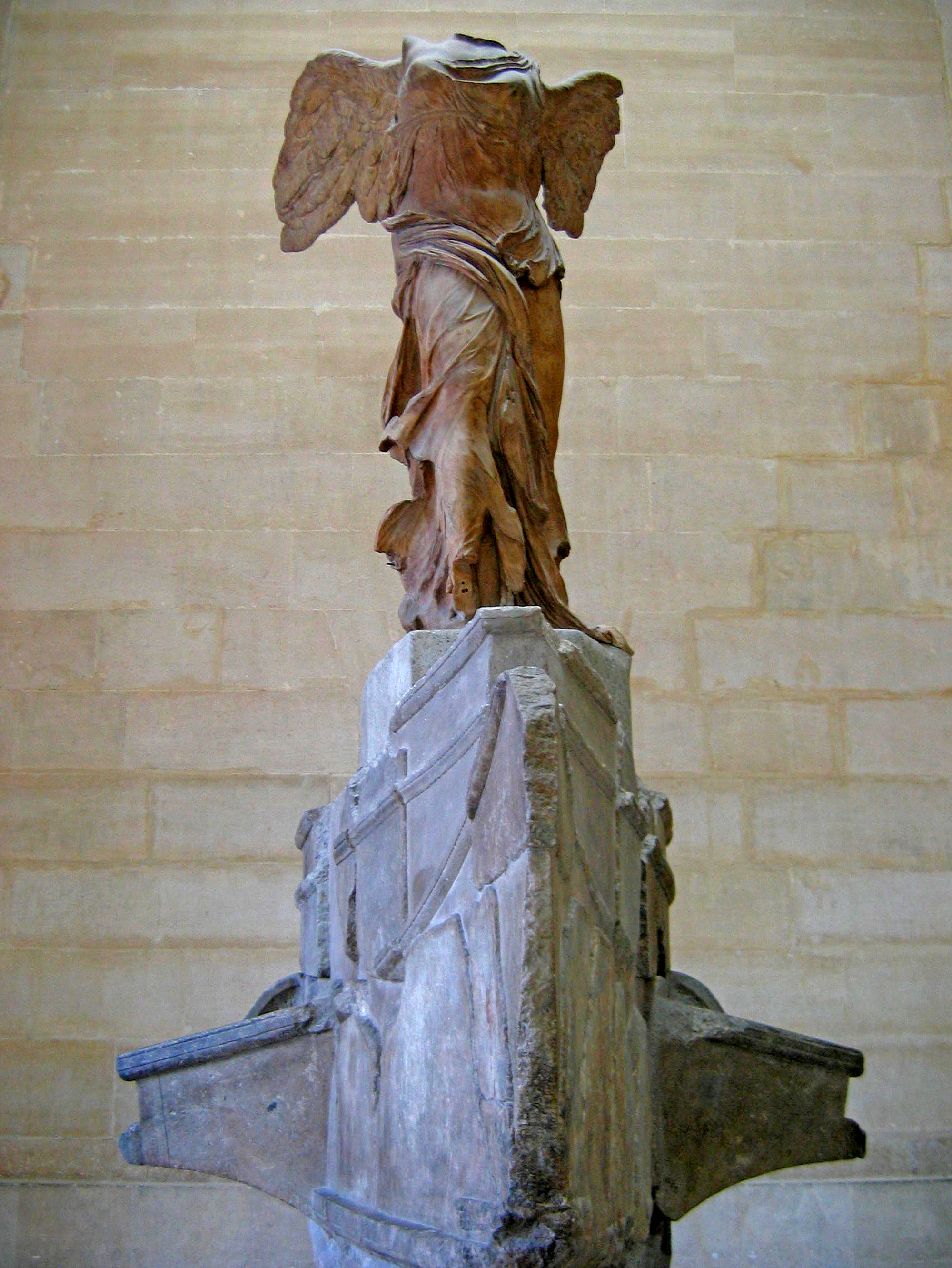
Victòria alada de Samotràcia

Era una de les set antigues meravelles del món. Era una escultura d'or i ivori, que representava a Júpiter assegut sobre un tron d'or, aguantant a la mà dreta una Victòria i a l'esquerra un ceptre acabat amb una àguila. En els quatre angles del tron hi havia també una Victòria.
Aquesta meravella no s'ha trobat, ja que sembla que va ser destruïda en un incendi
- Victòria alada de Samotràcia:

És una escultura de marbre, feta a Grècia, que representa a la deessa Niké. Pertany a l'escola de Rodes del període hel·lenístic. Té una alçada de 245 cm i es va crear  l'any 190 aC.
Actualment a l'estàtua li falta el cap i una ala, però s'ha fet una reconstrucció de l'ala que li faltava.
- Edifici Metròpolis:

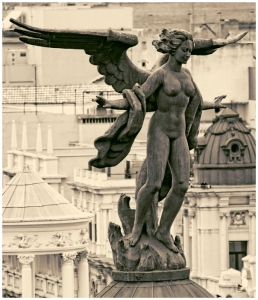
Edifici Metròpolis, Victòria Alada

Es va construir el 21 de gener de 1911 a Madrid; originàriament sobre l'edifici hi havia una estàtua de Ganímedes que es va acabar canviant per l'estàtua de la Victòria Alada

## Influència en el món actual

Logo Nike

Darrerament, la figura de la deessa Victòria ha tingut una presència important en diversos àmbits culturals del món actual, com per exemple: en relats històrics i mitològics que han estat èxits editorials (Percy Jackson, etc.), així com al món de la publicitat (la marca de roba esportiva Nike, el nom fa referència a la deessa Niké i el logotip, que ha esdevingut universal, el disseny del qual està inspirat en les ales d'aquesta deessa).